# 皇帝威廉二世地

澳大利亞南極領地皇帝威廉二世地（Kaiser Wilhelm II Land；紅色）的位置

皇帝威廉二世地（德語：Kaiser-Wilhelm-II.-Land）是南極洲的一部分，位於彭克角和菲爾希納角之間，以德國皇帝威廉二世為名。該地區由1902年2月22日被德國高斯号探險隊發現，澳大利亞宣稱擁有主權。
67°0′S 90°0′E / 67.000°S 90.000°E